# マーティ・バーゲン
マーティン・バーゲン（Martin "Marty" Bergen, 1871年10月25日 - 1900年1月19日）は、アメリカ合衆国マサチューセッツ州ノース・ブルックフィールド出身のプロ野球選手（捕手）。右投。
精神疾患に苦しんでいた（統合失調症が疑われている）。死の前年には幻覚から奇行が目立つようになり、試合にも差し障るようになっていた。1900年1月19日に妻と2人の子供を斧で撲殺した後にストレートカミソリで自分の喉を切って自殺した。
捕手としては同時代で最も優れているとされていた。彼についての2001年の記事は「足を動かさずに二塁へ送球出来た鞭のような腕を持つ軽快な野手」と説明した。バーゲンの悲劇のニュースを聞いたジェシー・バーケット（後年にアメリカ野球殿堂入り）は常に送球が非常に迅速かつ正確であるとして「世界のこれまでの野球の歴史の中で最高の捕手」と彼を位置付けた。弟のビル・バーゲンもMLB歴代屈指の守備力を持つ捕手と評価された選手だった。

## 経歴
マイナーリーグ時代からその能力は高く評価されていた。
1896年4月17日にボストン・ビーンイーターズでMLBデビュー。
ビーンイーターズのチームメイトは、バーゲンの強力な腕と奮闘スタイルを高く評価していたが、バーゲンとチームメイトとの関係はバーゲンが常に不機嫌でチームメイトを非難していたことからあまり上手くいってなかった。ベンチで口論した後に「クラブ（ビーンイーターズ）には死を」と言い放ち、チームメイトを脅した。また、セントルイスのホテルのダイニングルームで朝食を食べている時に同じテーブルに座ったビック・ウィリスと口論して彼をいきなり平手打ちしたこともある。当時の新聞にはバーゲンについて「不機嫌かつ無口な男」と記述されていた。
家を離れていた1899年4月24日に5歳の長男がジフテリアで亡くなって以降は長男の死に対する罪悪感から現実から逸脱して奇行が目立つようになり、チームメイトとの関係は更に悪化した。自分が誰かに狙われているという恐怖から常に特定の位置に座り、側面から接近する暗殺者を見つけることが出来るように、横歩きを行うようになった。同年7月20日には所属チームの遠征旅行中の列車から勝手に離脱して自宅に帰り、300ドルの罰金を科された。ビーンイーターズがホームで試合を行う時は常に自分の農場で夜を過ごした。近所の人は、バーゲンの様子について、他人とは関わろうとせずにいつも子供と遊んでいたと述べている。9月末に無言で再びチームから離脱して帰宅し、手が痛いからと理由を付けて数日間を家で過ごした。10月9日の試合では、見えない加害者からの「ナイフによる激しい突き」を回避することに気を取られ、投球を捕ろうとせずに避けてしまったために、試合から外さなければならないほどだった。
バーゲンは、唯一の生涯の友人で故郷の医師であるディオンヌに対して「頭の中がおかしい」と告白し、過去の野球シーズンの出来事についてあまり記憶していないことを認めている。思い出した人物の全員がシーズン最終試合後にバーゲンのところに来て彼の素晴らしいプレーについて褒め称え、葉巻きたばこを与えたということだった。バーゲンは葉巻きには毒が含まれていると思い込み、葉巻きを吸うことによって毒殺されるのを恐れていた。また、バーゲンはディオンヌと自分の妻さえも疑いだし、彼らによって毒殺されるのではないかと心配していた。ビーンイーターズの何人かの選手は、バーゲンが1900年も引き続きチームの一員だった場合には、ビーンイーターズではプレーしないと述べていた 。
この時代には病気を治療するための心理的療法が無く、多くの場合は病院に入れて閉じ込められた。バーゲンは睡眠障害を患っており、唯一の薬として臭化カリウム（軽度の鎮静剤）を使用していたが、彼の苦難に対して全く効果が無かった。

## 一家殺害事件と自殺
1900年1月19日の早朝にマサチューセッツ州にある自宅で、斧で3人の家族を殺害した後にストレートカミソリで喉を切って自殺した。
バーゲンは最初に、寝室にいた妻を斧の鈍い部分で何度も叩き、彼女はベッドの上に倒れて息絶えた。斧の鋭い部分で3歳の次男を一度強打し、彼は妻と別のベッドの上で死亡した。6歳の長女の頭部を斧の平滑末端側で殴打し、殺害した。
バーゲンはその後にカミソリを手に持ち、台所の鏡の前に立った。ほぼ喉頭を切断するぐらいの力で自分自身の喉を切り、娘のそばに倒れた。

## 死後
世界的な注目を浴びた第二次ボーア戦争が激化していた中で、この事件はアメリカ合衆国において全国的に新聞の大きな見出しで取り上げられた。事件の後にディオンヌは「正気じゃない」「狂人」と繰り返し発言した。葬儀にはMLBの関係者ではコニー・マック（近くのイースト・ブルックフィールド出身で、かつてのチームメイト）とビリー・ハミルトン（ビーンイーターズのチームメイト）の2人だけが出席した。
1934年にノース・ブルックフィールドとの繋がりを持つコニー・マックとジョージ・M・コーハンがバーゲンの記念碑を建立するための資金を調達する事に成功した。その記念碑には「マーティ・バーゲンを偲んで, 1871–1900。ボストン・ナショナルリーグクラブの一員。アメリカの国民的ゲームへの彼の貢献の感謝に建立された」と刻まれている。
妻と2人の子供を殺害した後に自殺してキャリアを終了し、MLBでプレーしたのはわずか4年間のみだった。にもかかわらず、アメリカ野球殿堂入りのための全米野球記者協会（BBWAA）による投票では1937年に2票、1938年と1939年にそれぞれ1票ずつ獲得した。
2001年にスポーツ・イラストレイテッドに掲載された記事では、ハーバード大学医学大学院教授の精神科医カール・サルツマン（Carl Salzman）がバーゲンの言動に関する当時の資料を調査し、現代精神医学の観点からバーゲンの診断を試みた。おそらくバーゲンは統合失調症と軽度の躁鬱病を併発していたのではないかとサルツマンは推定している。

## 詳細情報

### 年度別打撃成績
| 年 度    | 球 団    | 試 合 | 打 席 | 打 数 | 得 点 | 安 打 | 二 塁 打 | 三 塁 打 | 本 塁 打 | 塁 打 | 打 点 | 盗 塁 | 盗 塁 死 | 犠 打 | 犠 飛 | 四 球 | 敬 遠 | 死 球 | 三 振 | 併 殺 打 | 打 率 | 出 塁 率 | 長 打 率 | O P S |
| -------- | -------- | ----- | ----- | ----- | ----- | ----- | -------- | -------- | -------- | ----- | ----- | ----- | -------- | ----- | ----- | ----- | ----- | ----- | ----- | -------- | ----- | -------- | -------- | ----- |
| 1896     | BSN      | 65    | 263   | 245   | 39    | 66    | 6        | 4        | 4        | 92    | 37    | 6     | --       | 4     | --    | 11    | --    | 3     | 22    | --       | .269  | .309     | .376     | .684  |
| 1897     | BSN      | 87    | 351   | 327   | 47    | 81    | 11       | 3        | 2        | 104   | 45    | 5     | --       | 2     | --    | 18    | --    | 4     | 23    | --       | .248  | .295     | .318     | .613  |
| 1898     | BSN      | 120   | 469   | 446   | 62    | 125   | 16       | 5        | 3        | 160   | 60    | 9     | --       | 9     | --    | 13    | --    | 1     | 29    | --       | .280  | .302     | .359     | .661  |
| 1899     | BSN      | 72    | 272   | 260   | 32    | 67    | 11       | 3        | 1        | 87    | 34    | 4     | --       | 0     | --    | 10    | --    | 2     | 29    | --       | .258  | .290     | .335     | .625  |
| MLB：4年 | MLB：4年 | 344   | 1355  | 1278  | 180   | 339   | 44       | 15       | 10       | 443   | 176   | 24    | --       | 15    | --    | 52    | --    | 10    | 103   | --       | .265  | .299     | .347     | .646  |

- 「-」は記録なし